# 米斯利夫卡
48°47′56″N 23°45′20″E / 48.79889°N 23.75556°E
米斯利夫卡（烏克蘭語：Мислівка），是烏克蘭西部的村莊，隸屬伊萬諾-弗蘭科夫斯克州的卡盧什區。該村面積29.8平方公里，海拔高度680米，2016年人口300。